# Flughafen BER – Terminal 5 (Schönefeld)
Flughafen BER – Terminal 5 (Schönefeld) – stacja kolejowa położona w gminie Schönefeld, na południe od Berlina. Zlokalizowana jest pod Terminalem 5 portu lotniczego Berlin-Brandenburg, do którego doprowadza szybką kolej miejską S-Bahn (linie S9 i S45), podczas gdy stacja Flughafen BER – Terminal 1-2 doprowadza do Terminali 1-2 zarówno kolej S-Bahn, jak i pociągi Intercity oraz kolej regionalną.
Do dnia 25 października 2020 r. nosiła nazwę Berlin-Schönefeld Flughafen. W związku z otwarciem lotniska Berlin-Brandenburg, dawne lotnisko Berlin-Schönefeld zostało oznaczone jako Terminal 5 nowego lotniska, za czym poszła zmiana nazwy stacji zlokalizowanej pod terminalem.